# Callista Gingrich
Callista Louise Gingrich (sobrenome antes de casar era Bisek, nascida em 4 de março de 1966) é uma empresária dos Estados Unidos. Ela é casada com o ex-presidente da Câmara dos Representantes dos Estados Unidos e candidato a presidente em 2012 pelo Partido Republicano Newt Gingrich.
Em maio de 2017, o presidente Donald Trump nomeou-a Embaixadora dos Estados Unidos na Santa Sé e o Senado dos Estados Unidos confirmou a nomeação em 16 de outubro de 2017.

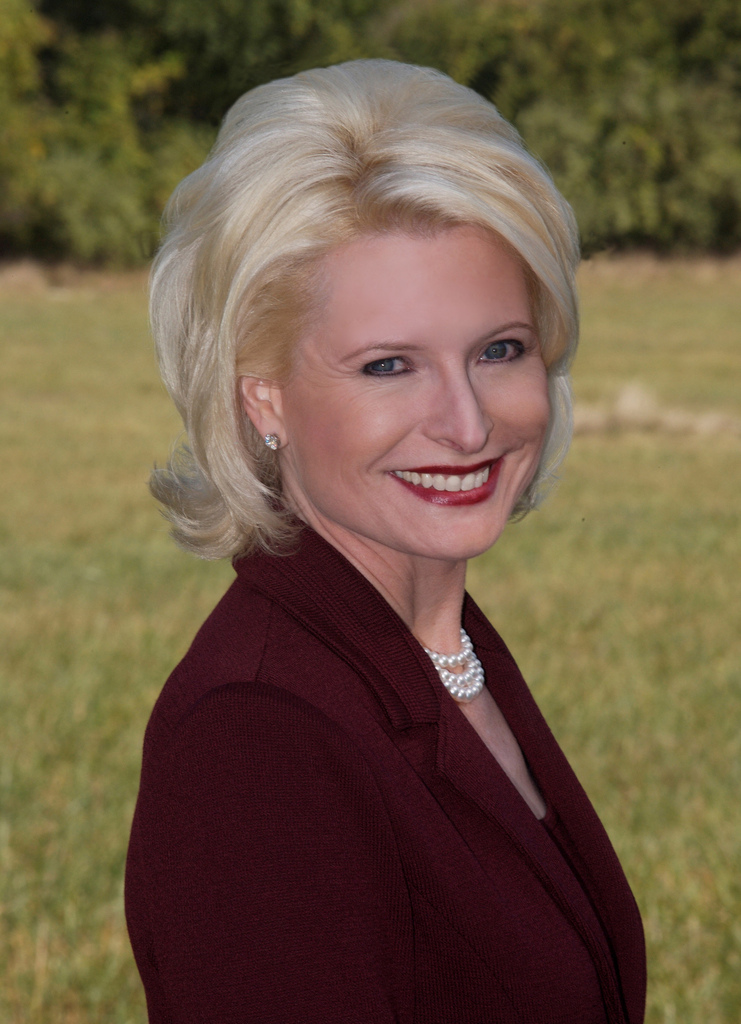
Callista Gingrich em outubro de 2007.